# Oskar Theodor Sandahl
Oskar Theodor Sandahl, född 9 november 1829 på egendomen Hanaskede i Norra Vings församling, Västergötland, död 22 juni 1894 på sitt sommarställe vid Baggensstäket, var en svensk läkare (farmakolog).

## Biografi
Sandahl genomgick Skara trivialskola och gymnasium samt blev student vid Uppsala universitet 1847 och mediko-filosofie kandidat 1849. Sina studier fortsatte han därefter vid Karolinska institutet, där han 1854 blev kirurgie magister. I Lund promoverades han 1863 till medicine doktor efter att 1862 där ha försvarat avhandlingen Om verkningarne av förtätad luft på den menskliga organismen. Tidigare, 1849-50, hade han varit underläkare vid Garnisonssjukhuset, 1851-53 t.f. bataljonsläkare vid Skaraborgs regemente, från 1852 t.f. adjunkt i medicinsk naturalhistoria och materia medica vid Karolinska institutet. Åren 1858-59 var han förordnad som lärare i rätts- och statsmedicin vid nämnda institut, för att 1863 bli ordinarie innehavare av adjunkturen i medicinsk naturalhistoria och materia medica samt 1873 e.o. professor i farmakologi där. År 1865 erhöll han uppdrag att vara lärare vid Farmaceutiska institutet, och sedan 1873 var han detta läroverks inspektor eller föreståndare. År 1865 antogs Sandahl till läkare och lärare i fysiologi och hälsolära vid Högre lärarinneseminariet och Statens normalskola för flickor i Stockholm. Sandahl var koleraläkare på Kungsholmen 1853 och sedermera fattigläkare där samt 1853-56 biträdande läkare vid Gymnastisk-ortopediska institutet och 1854-56 lärare vid Svenska trädgårdsföreningens elevskola.
Vintrarna 1856-57 och 1857-58 tillbringade han av hälsoskäl i Egypten, där han gjorde en färd ända till Nilens andra katarakt i Nubien. Rika samlingar av naturalier och droger hemfördes från dessa resor, varunder Sandahl besökte även Algeriet och många Europas länder, särskilt i avsikt att få kännedom om farmacins och apoteksväsendets ställning i dessa länder, vartill stipendium av allmänna medel erhållits. Utländska resor företogs sedan flera gånger för farmakologiska och praktisk-medicinska studier, balneologiska iakttagelser eller andra vetenskapliga ändamål. Åren 1867 och 1873 besökte Sandahl världsutställningarna i Paris och Wien, varifrån en mängd droger hemfördes. År 1860 anlade Sandahl på initiativ av Anders Retzius i Stockholm Mediko-pneumatiska anstalten. År 1879 stiftade han i förening med andra entomologer Entomologiska föreningen i Stockholm. 
Sandahl var den egentlige skaparen av Karolinska institutets betydande drogsamling, vilken under hans tid blev ordnad, översiktligt uppställd och katalogiserad. Sandahl var medlem av ett stort antal in- och utländska lärda samfund och akademier, av Svenska läkarsällskapet (1854; ordförande arbetsåret 1869-70), av Svenska trädgårdsföreningen, vid vars 50-årsjubileum (1882) han talade "om trädgårdsodlingens uppkomst och utveckling", av Naturvetenskapliga föreningen, Sällskapet för psykisk forskning m.m. samt av akademier i Wien, Valencia, Madrid samt på Malta. Sandahl var även medlem av flera styrelser för allmänna och välgörande inrättningar, till exempel för Kronprinsessan Lovisas vårdanstalt för sjuka barn, samt drev en omfattande medicinsk praktik i Stockholm.